# ドンインザムード
ドンインザムード（欧字名:Don in the Mood、2022年5月7日 - ）は、日本の競走馬。主な勝ち鞍に2025年のレパードステークス。
馬名の意味は、冠名＋曲名。

## 経歴

### デビュー前
2023年8月21日、日高軽種馬農業協同組合の北海道市場にて行われた北海道サマーセールに上場し、馬主の山田貢一に1250万円（税別）で落札された。

### 2歳（2024年）
2024年10月12日、京都競馬場第4レースの2歳新馬戦（ダート1800m）で、松山弘平を背にデビューした。道中は前に付け、先頭集団をマークする形に。直線に入ると進路を見つけ出し、先頭のクリノバーグマンを交わすと、後続に並ばせず新馬勝ちを決めた。鞍上の松山は「終始、手応えも良くて新馬戦ながらいいレースをしてくれました。最後も狭いところを抜け出してくれて、着差以上に強い競馬だったと思います」と評価した。また、本馬が7番人気であったことや、2着に13番人気のデルマサクラサク、3着に6番人気のクリノバーグマンが入ったこともあり、3連単は148万円を超える波乱を起こした。次走は1勝クラス・もちの木賞を選択。今回も先行策を取り追走して行くが、3コーナー付近でクァンタムウェーブの斜行により不利を受け減速。直線で巻き返しを図ったものの6着に敗れた。

### 3歳（2025年）
3歳シーズンは1勝クラスから始動した。道中は3番手に付け、直線に入ると、残り100m付近で先頭のナルカミを交わす。後方から来たゴールデンクラウドと最後は並んで入線したが、ハナ差で制し2勝目を挙げた。また本馬が8番人気だったこともあり、3連単は73万円を超える波乱を再度起こした。次走は雲取賞（JpnIII）に登録していたが除外となったため、ヒヤシンスステークス（L）を選択。鞍上には田辺裕信を起用した。前団を追走し直線に入るが、後続のルクソールカフェとプロミストジーンに交わされ3着に敗れた。
陣営は重賞初挑戦・海外初遠征となるUAEダービー（G2）を次走とした。また、鞍上は坂井瑠星との新コンビとなった。最内枠からスタートすると、後方3番手に位置し追走する。3コーナーからハートオブオナーと共に位置を上げて行くと、直線では先頭のアドマイヤデイトナも含めて三つ巴の戦いに。最後は突き放され3着で入線した。管理する今野貞一調教師は「4コーナーから直線の途中まではやったかなと思いました。最後はちょっと苦しくなりました。メンタルは大人びているのですが、体の成長はまだまだこれからです。もっともっと走ってくると思うので次も頑張りたいと思います」とコメントを残した。次走の3歳上2勝クラスでは、初の1番人気に推されたものの、帰国初戦での疲労の残りや大外枠からのスタートということもあり、前目に付けたが後続に交わされ6着に敗れた。
陣営は次走にレパードステークス（GIII）を選択。一時は抽選により出走も危ぶまれたが、突破したため出走が確定した。レースは弥生賞ディープインパクト記念（GII）の2着馬であるヴィンセンシオや、2連勝中のルグランヴァン、ロードラビリンスに人気を譲り、単勝オッズ8.9倍の5番人気で迎えた。好スタートを切ると、道中は先行の形を取り、3番手辺りへ。残り200mに入った直線で先頭に立ち、鞍上の鞭に応え、少しずつ後続を離して重賞初制覇を飾った。また、この勝利により父アジアエクスプレスとの父子制覇となった他、ジャパンダートクラシック（JpnI）への優先出走権が与えられた。

## 競走成績
以下の内容は、JBISサーチ、netkeiba.com、レーシング・ポストおよびエミレーツ競馬協会に基づく。
| 競走日     | 競馬場   | 競走名         | 格   | 距離（馬場）  | 頭 数 | 枠 番 | 馬 番 | オッズ （人気） | 着順 | タイム （上り3F） | 着差  | 騎手      | 斤量 [kg] | 1着馬（2着馬）         | 馬体重 [kg] |
| ---------- | -------- | -------------- | ---- | ------------- | ----- | ----- | ----- | --------------- | ---- | ----------------- | ----- | --------- | --------- | ---------------------- | ----------- |
| 2024.10.12 | 京都     | 2歳新馬        |      | ダ1800m（良） | 16    | 7     | 14    | 018.10（7人）   | 01着 | R1:55.0（39.2）   | -0.2  | 0松山弘平 | 56        | （デルマサクラサク）   | 504         |
| 0000.11.03 | 京都     | もちの木賞     | 1勝  | ダ1800m（重） | 12    | 6     | 7     | 023.40（6人）   | 06着 | R1:53.9（39.5）   | -2.3  | 0松山弘平 | 56        | クァンタムウェーブ     | 508         |
| 2025.01.06 | 中京     | 3歳1勝クラス   |      | ダ1800m（良） | 12    | 1     | 1     | 055.70（8人）   | 01着 | R1:53.3（38.3）   | -0.0  | 0松山弘平 | 57        | （ゴールデンクラウド） | 510         |
| 0000.02.23 | 東京     | ヒヤシンスS    | L    | ダ1600m（良） | 10    | 7     | 7     | 048.30（9人）   | 03着 | R1:38.0（35.8）   | -0.4  | 0田辺裕信 | 57        | ルクソールカフェ       | 518         |
| 0000.04.05 | メイダン | UAEダービー    | G2   | ダ1900m（Fs） | 9     | 1     | 2     | 009.00（5人）   | 03着 | R1:59.54          | -0.41 | 0坂井瑠星 | 57        | Admire Daytona         | 計不        |
| 0000.06.22 | 阪神     | 3歳上2勝クラス |      | ダ1800m（良） | 15    | 8     | 15    | 002.10（1人）   | 06着 | R1:53.7（39.0）   | -0.6  | 0松山弘平 | 55        | アウトドライブ         | 518         |
| 0000.08.10 | 新潟     | レパードS      | GIII | ダ1800m（不） | 15    | 1     | 1     | 008.90（5人）   | 01着 | R1:50.5（36.8）   | -0.1  | 0松山弘平 | 57        | （ルヴァンユニベール） | 522         |

- 海外の競走の「枠番」欄にはゲート番を記載
- 海外のオッズ・人気は現地主催者発表のもの（日本式のオッズ表記とした）
- 競走成績は2025年8月10日現在

## 血統表
| ドンインザムードの血統          | ドンインザムードの血統                 | ドンインザムードの血統                 | （血統表の出典）                       | （血統表の出典） |
| 父系                            | ストームキャット系（ストームバード系） | ストームキャット系（ストームバード系） | ストームキャット系（ストームバード系） | [ § 2 ]          |
| 父 アジアエクスプレス 栗毛 2011 | 父の父ヘニーヒューズ 栗毛 2003         | ヘネシー                               | Storm Cat                              | Storm Cat        |
| 父 アジアエクスプレス 栗毛 2011 | 父の父ヘニーヒューズ 栗毛 2003         | ヘネシー                               | Island Kitty                           |                  |
| 父 アジアエクスプレス 栗毛 2011 | 父の父ヘニーヒューズ 栗毛 2003         | Meadow Flyer                           | Meadowlake                             | Meadowlake       |
| 父 アジアエクスプレス 栗毛 2011 | 父の父ヘニーヒューズ 栗毛 2003         | Meadow Flyer                           | Shortley                               |                  |
| 父 アジアエクスプレス 栗毛 2011 | 父の母ランニングボブキャッツ 鹿毛 2002 | Running Stag                           | Cozzene                                | Cozzene          |
| 父 アジアエクスプレス 栗毛 2011 | 父の母ランニングボブキャッツ 鹿毛 2002 | Running Stag                           | Fruhlingstag                           |                  |
| 父 アジアエクスプレス 栗毛 2011 | 父の母ランニングボブキャッツ 鹿毛 2002 | Backatem                               | Notebook                               | Notebook         |
| 父 アジアエクスプレス 栗毛 2011 | 父の母ランニングボブキャッツ 鹿毛 2002 | Backatem                               | Deputy's Mistress                      |                  |
| 母 ハギノウィッシュ 鹿毛 2009   | 母の父アグネスタキオン 栗毛 1998       | サンデーサイレンス                     | Halo                                   | Halo             |
| 母 ハギノウィッシュ 鹿毛 2009   | 母の父アグネスタキオン 栗毛 1998       | サンデーサイレンス                     | Wishing Well                           |                  |
| 母 ハギノウィッシュ 鹿毛 2009   | 母の父アグネスタキオン 栗毛 1998       | アグネスフローラ                       | ロイヤルスキー                         | ロイヤルスキー   |
| 母 ハギノウィッシュ 鹿毛 2009   | 母の父アグネスタキオン 栗毛 1998       | アグネスフローラ                       | アグネスレディー                       |                  |
| 母 ハギノウィッシュ 鹿毛 2009   | 母の母アヴェニューズレディ 黒鹿毛 2001 | Avenue of Flags                        | Seattle Slew                           | Seattle Slew     |
| 母 ハギノウィッシュ 鹿毛 2009   | 母の母アヴェニューズレディ 黒鹿毛 2001 | Avenue of Flags                        | Beautiful Glass                        |                  |
| 母 ハギノウィッシュ 鹿毛 2009   | 母の母アヴェニューズレディ 黒鹿毛 2001 | Lady Sauce Boat                        | Sauce Boat                             | Sauce Boat       |
| 母 ハギノウィッシュ 鹿毛 2009   | 母の母アヴェニューズレディ 黒鹿毛 2001 | Lady Sauce Boat                        | Lady Barbizon                          |                  |
| 母系(F-No.)                     | アヴェニューズレディ(USA)系(FN:12-d)   | アヴェニューズレディ(USA)系(FN:12-d)   | アヴェニューズレディ(USA)系(FN:12-d)   | [ § 3 ]          |
| 出典                            | 1. 2. 3.                               | 1. 2. 3.                               | 1. 2. 3.                               | 1. 2. 3.         |

- 主な近親に、レディアルバローザ（中山牝馬ステークス）、エンジェルフェイス（フラワーカップ）、キャトルフィーユ（クイーンステークス）、タバスコキャット（ベルモントステークス、プリークネスステークスなど）。